# The Body Acoustic
The Body Acoustic – album amerykańskiej piosenkarki Cyndi Lauper, wydany w roku 2005, zawierający głównie nowe wersje jej starszych przebojów.

## Lista utworów
1. "Money Changes Everything" – 5:14
2. "All Through the Night" – 4:40
3. "Time After Time" – 4:17
4. "She Bop" – 4:16
5. "Above the Clouds" – 3:57
6. "I'll Be Your River" – 4:47
7. "Sisters of Avalon" – 5:27
8. "Shine" – 3:32
9. "True Colors" – 4:09
10. "Water's Edge" – 4:49
11. "Fearless" – 4:07
12. "Girls Just Want to Have Fun" – 2:59